# Maine Mariners
Maine Mariners – amerykański klub hokeja na lodzie od sezonu 2018-19 występujący w lidze ECHL.
Zespół ma siedzibę w Portland (Maine) w stanie Maine, mecze domowe rozgrywa w Cross Insurance Arena. Zespół bierze udział w Północnej Dywizji Wschodniej Konferencji.
Drużyna zastąpiła Portland Pirates z AHL po tym jak ten klub został sprzedany grupie ze Springfield. Springfield Thunderbirds zaczęli grać w sezonie 2016/17.

## Historia
Klub został założony w 1989 jako Anchorage Aces w lidzie PSHL. Pomiędzy 2003 i 2017, klub był znany jako Alaska Aces.
23 maja 2016, klub Portland Pirates został sprzedany i przeniesieny do Springfield w stanie Massachusetts i zostali nazwani Springfield Thunderbirds.
Grupa inwestorów kierowana przez byłych szefów Pirates, W. Godfrey Wood i Brad Church – ten drugi był także byłym graczem w Portland Pirates – ogłosiła zamiar umieszczenia klubu ECHL w Portland, aby wypełnić pustkę, zaczynając działalność już w 2017. Jednak postępy w realizacji planu utknęły w martwym punkcie, dopóki cztery grupy, z których żadna nie zaangażowała Wooda, złożyły własne wnioski pod koniec lutego 2017. Do 8 marca właściciele areny ograniczyli swój wybór do propozycji zgłoszonych przez Spectra i National Sports Services, przy czym obie grupy były zaangażowane w zarządzanie zespołami ligi ECHL w przeszłości.
W czerwcu 2017 Comcast Spectacor, spółka macierzysta Spectry oraz operatorzy Cross Insurance Arena i Philadelphia Flyers – założyciele i wieloletni klub afiliacyjny w NHL oryginalnego klubu Maine Mariners – nabyli prawa do nieaktywnego klubu ECHL, Alaska Aces. 15 czerwca liga zgodziła się na sprzedaż i przeniesienie klubu do Portland. Prezydent Philadelphia Flyers, Paul Holmgren, został prezesem zespołu, a były zawodnik Daniel Briere został managerem generalnym.
W sierpniu 2017 klub ogłosił pięciu finalistów na nazwę drużyny: Mariners, Watchmen, Lumberjacks, Puffins oraz Wild Blueberries.
Nazwa Mariners wygrała i została ogłoszona publicznie 29 września. 29 listopada ujawniono logo i kolory klubu.
17 lutego 2018 Mariners zatrudnili Riley Armstrong jako trenera. 9 kwietnia 2018 klub ogłosił, że będą związani afiliacyjne z New York Rangers z NHL oraz z Hartford Wolf Pack z AHL.
Mariners rozegrali swój pierwszy mecz w dniu 13 października 2018, przegrana 6-3 z Adirondack Thunder. Inauguracyjny mecz odbył się na domowym lodowisku w obecności 5291 kibiców.